# کشتی سن-رمی
کشتی سن-رمی (به انگلیسی: French ship Saint-Rémi) یک کشتی است.